# PSR J2007+2722
PSR J2007+2722 — радиопульсар, обнаруженный в 2010 году участниками проекта «Einstein@Home» Крисом и Элен Колвин (США) и Даниэлем Герхардтом (Германия) при анализе данных, полученных радиотелескопом Аресибо в феврале 2007 года. Испускает радиоволны на нетипичной для подобных объектов частоте — 40.820677620(6) Гц, что соответствует периоду 0,02449738854 секунды. Смещение частоты не зафиксировано, что свидетельствует об изолированности PSR J2007+2722. Учёные полагают, что звезда-компаньон превратилась в сверхновую и была полностью поглощена пульсаром.

## Изображения
Гал.долгота 65,67° 

Гал.широта −2.65° 

Расстояние 17 000 св. лет